# Ernst Geijer (jurist)
Ernst Wilhelm Geijer, född den 15 april 1848 i Nyeds socken, Värmlands län, död den 6 juli 1914 i Salems församling, Stockholms län, var en svensk jurist. Han var son till Christofer Wilhelm Geijer och far till Erland Geijer.
Geijer blev student vid Uppsala universitet 1867 och avlade examen till rättegångsverken där 1872. Han blev vice häradshövding 1874 och var adjungerad ledamot i Svea hovrätt i över 4 år. Geijer var häradshövding i Västernärkes domsaga från 1887 till sin död. Han blev riddare av Nordstjärneorden 1897.